# Ligne 115 (chemin de fer slovaque)
Pour les articles homonymes, voir Ligne 115.
La ligne 115 des chemins de fer slovaque relie Holíč nad Moravou à la frontière entre la République tchèque et la Slovaquie au niveau de cette même ville.

## Historique

### Mise en service à une voie
- Holíč nad Moravou štátna hranica - Holíč nad Moravou 18 juin 1891
- Trafic passager suspendu depuis le 11 décembre 2004[2].

### Électrification
- Holíč nad Moravou štátna hranica - Holíč nad Moravou 2 novembre 1987[3]